# Eisenbahnunfall von Nova Iguaçu
Der Eisenbahnunfall von Nova Iguaçu, einem Vorort von Rio de Janeiro, Brasilien, war die Kollision eines Eisenbahnzuges mit einem mit Benzin beladenen Tanklastzug am frühen Morgen des 7. Juni 1951.

## Ausgangslage
Ein mit 20 Kubikmetern Benzin beladener Tanklastzug blieb in den frühen Morgenstunden auf einem niveaugleichen Bahnübergang einer Bahnstrecke der Estrada de Ferro Central do Brasil in Nova Iguaçu liegen. 
Gegen 4 Uhr 25 näherte sich ein fünfteiliger Elektrotriebwagen, der mit Pendlern voll besetzt war.

## Unfallhergang
Der Zug traf auf den liegen gebliebenen Tanklastzug, der durch den Aufprall explodierte und den Zug sofort in Flammen setzte. Die Hitzewelle war so stark, dass ein Teil der Reisenden sofort tot war, sie wurden verbrannt in ihren Sitzen aufgefunden. Andere versuchten noch zu entkommen, ohne dass ihnen das gelang, und die Toten häuften sich an den Ausgangstüren.

## Folgen
54 Menschen starben, 44 wurden verletzt.

## Weiter Wissenswert
2007 ereignete sich in Nova Iguaçu ein weiterer Eisenbahnunfall, ein Auffahrunfall eines besetzten Personenzuges auf einen Leerzug. 8 oder 11 Menschen starben.